# Ґрабщизна
Ґрабщизна (пол. Grabszczyzna) — село в Польщі, у гміні Страхувка Воломінського повіту Мазовецького воєводства.
Населення — 86 осіб (2011).
У 1975—1998 роках село належало до Седлецького воєводства.

## Демографія
Демографічна структура станом на 31 березня 2011 року:
|          | Загалом | Допрацездатний вік | Працездатний вік | Постпрацездатний вік |
| -------- | ------- | ------------------ | ---------------- | -------------------- |
| Чоловіки | 34      | 5                  | 23               | 6                    |
| Жінки    | 52      | 9                  | 29               | 14                   |
| Разом    | 86      | 14                 | 52               | 20                   |